# 2. BAFTA-gála
A 2. BAFTA-gálát 1949. május 29-én tartották, melynek keretében a Brit film- és televíziós akadémia az 1948. év legjobb filmjeit és alkotóit díjazta.

## Díjazottak és jelöltek
(a díjazottak félkövérrel vannak jelölve)

### Legjobb film
Hamlet
- Kereszttűz
- Ledőlt bálvány
- Úti kaland
- Monsieur Vincent
- A meztelen város
- Paisà

### Legjobb brit film
Ledőlt bálvány
- Hamlet
- Twist Olivér
- Once a Jolly Swagman
- Piros cipellők
- Scott kapitány
- The Small Voice

### Legjobb dokumentumfilm
Louisianai történet
- Farrebique, a négy évszak
- Is Everybody Listening?
- Shadow of the Ruhr
- Those Blasted Kids
- Three Downs to Sydney

### Legjobb speciális film
Atomic Physics
- Divided World
- Gandhi's Funeral
- Norman McLaren Abstact Real
- Your Children's Sleep
- The Bear That Got a Pecock's Tail
- Zongorakoncert
- Rubens

### Egyesült Nemzetek-díj az ENSZ Alapokmányának egy vagy több elvét bemutató filmnek
- Atomic Physics
- Hungry Minds
- The Winslow Boy